# Ebenezer R. Hoar
Pour les articles homonymes, voir Hoar (homonymie).
Ebenezer Rockwood Hoar, né le 21 février 1816 à Concord (Massachusetts) et mort le 31 janvier 1895 dans la même ville, est un juriste et homme politique américain. Membre du Parti Whig puis du Parti républicain, il est procureur général des États-Unis entre 1869 et 1870 dans l'administration du président Ulysses S. Grant puis représentant du Massachusetts entre 1873 et 1875.

## Biographie
Il suit des études de lettres classiques et sort diplômé d'Harvard en 1835. Il est admis au barreau en 1840 et commence à exercer le droit à Concord puis à Boston.
En 1846, il commence sa carrière politique en entrant au Sénat du Massachusetts en tant que whig antiesclavagiste. Il devient par la suite juge à la Cour suprême de l'État entre 1859 et 1869, année durant laquelle il est nommé au poste de procureur général des États-Unis par le président Grant. Il aurait dû entrer à la Cour suprême des États-Unis en 1869, le président l'ayant choisi pour être juge assesseur, mais le Sénat n'a pas confirmé sa nomination. Il a également fait partie des hauts-commissaires américains chargés de régler, lors de ce que l'on a appelé la réclamations de l'Alabama, les demandes de dommages et intérêts des États-Unis au Royaume-Uni qui aboutiront à la signature du traité de Washington (1871). Il devient représentant du Massachusetts à la Chambre basse du Congrès, sous l'étiquette républicaine, de 1873 à 1875 et n'est pas candidat à sa réélection lors de la campagne de 1874. Il est donc retourné à Concord et Boston afin de pratiquer le droit, et il meurt dans sa ville d'origine le 31 janvier 1895.
Ebenezer Hoar a également fait partie, de 1868 à 1882, d'un des deux bureaux gouvernant l'université Harvard.